# Felice Milano
Felice Milano (Valentano, 23 maggio 1891 – Zagora, 11 novembre 1915) è stato un calciatore italiano, di ruolo attaccante e difensore.
I fratelli Giuseppe, Aldo e Remigio furono anch'essi calciatori. Veniva indicato come Milano II per distinguerlo da questi ultimi. Giocò sia come ala che come difensore.

## Carriera

### Club
Vinse cinque scudetti con la maglia della Pro Vercelli tra il 1908 e il 1913, anno in cui passò all'Alessandria, rimanendovi per due campionati.

### Nazionale
Esordì con la maglia della Nazionale italiana il 17 marzo 1912 nell'amichevole disputata allo Stadio Filadelfia di Torino contro la Francia (3-4) e venne selezionato come riserva nella Nazionale che partecipò alle Olimpiadi 1912 di Stoccolma, essendo una riserva non partì mai per la Svezia. Era uno dei nove calciatori della Pro Vercelli che difesero i colori azzurri nell'amichevole contro il Belgio del 1º maggio 1913.
In maglia azzurra collezionò complessivamente 5 presenze.

## Statistiche

### Cronologia presenze e reti in Nazionale
| Cronologia completa delle presenze e delle reti in nazionale ― Italia | Cronologia completa delle presenze e delle reti in nazionale ― Italia | Cronologia completa delle presenze e delle reti in nazionale ― Italia | Cronologia completa delle presenze e delle reti in nazionale ― Italia | Cronologia completa delle presenze e delle reti in nazionale ― Italia | Cronologia completa delle presenze e delle reti in nazionale ― Italia | Cronologia completa delle presenze e delle reti in nazionale ― Italia | Cronologia completa delle presenze e delle reti in nazionale ― Italia |
| Data                                                                  | Città                                                                 | In casa                                                               | Risultato                                                             | Ospiti                                                                | Competizione                                                          | Reti                                                                  | Note                                                                  |
| --------------------------------------------------------------------- | --------------------------------------------------------------------- | --------------------------------------------------------------------- | --------------------------------------------------------------------- | --------------------------------------------------------------------- | --------------------------------------------------------------------- | --------------------------------------------------------------------- | --------------------------------------------------------------------- |
| 17-3-1912                                                             | Torino                                                                | Italia                                                                | 3 – 4                                                                 | Francia                                                               | Amichevole                                                            | -                                                                     |                                                                       |
| 22-12-1912                                                            | Genova                                                                | Italia                                                                | 1 – 3                                                                 | Austria                                                               | Amichevole                                                            | -                                                                     |                                                                       |
| 12-1-1913                                                             | Saint-Ouen                                                            | Francia                                                               | 1 – 0                                                                 | Italia                                                                | Amichevole                                                            | -                                                                     |                                                                       |
| 1-5-1913                                                              | Torino                                                                | Italia                                                                | 1 – 0                                                                 | Belgio                                                                | Amichevole                                                            | -                                                                     |                                                                       |
| 15-6-1913                                                             | Vienna                                                                | Austria                                                               | 2 – 0                                                                 | Italia                                                                | Amichevole                                                            | -                                                                     |                                                                       |
| Totale                                                                |                                                                       | Presenze                                                              | 5                                                                     |                                                                       | Reti                                                                  | 0                                                                     |                                                                       |

## Palmarès

### Club

#### Competizioni nazionali
- Campionato italiano: 5

Pro Vercelli: 1908, 1909, 1910-1911, 1911-1912, 1912-1913
- Seconda Categoria: 1

Pro Vercelli: 1907

## La morte in guerra
Partecipò alla prima guerra mondiale in qualità di caporale di fanteria. Perì l'11 novembre 1915 nei pressi di Zagora, nell'attuale Slovenia, durante la quarta battaglia dell'Isonzo.